# L'adorabile Giulio
L'adorabie Giulio è una commedia musicale scritta da Garinei e Giovannini con musiche di Gorni Kramer andata per prima volta in scena al Teatro Sistina di Roma il 23 novembre 1957.

## Trama
L’azione è ambientata nel 1880 in America. L'attore Giulio Balth è un autentico «gigione» delle scene di prosa di Broadway, specializzato nel repertorio scespiriano e particolarmente in Romeo e Giulietta. Superati i quarant’anni si intestardisce a recitare la parte del giovane amante forse credendo che così potrà frenare il tramonto della propria giovinezza. E questo perché è un irrefrenabile dongiovanni tendenziale, che si butta in innumerevoli tentativi d’avventura galante.
Molti anni prima, in Francia, aveva avuto una bambina dalla ex soubrette Nanà Califouchon il cui vero nome è Maddalena. Di questa figlia, Penny, fatta educare in un collegio delle Orsoline, Giulio non ha più alcun ricordo. Ma un giorno lei, ormai ventenne, gli piomba improvvisamente in casa, buttandogli le braccia al collo, e chiamandolo papà. Penny, molto sveglia, capisce subito che tipo d'uomo è il babbo e la situazione che si è venuta a creaare col suo arrivo; perciò, per non rompere le uova nel paniere al caro papà, finge di essere molto più giovane, praticamente una bambina.
Nonostante imprevisti ed equilibrismi la cosa sembra funzionare. Ma ad un certo punto le cose si complicano, perché Penny si lega sentimentalmente a Benny Mac Namara, giovane cantante-attore che Giulio detesta, anche perché figlio di un critico teatrale che sempre lo attacca ferocemente. A sua volta la ragazza è inseguita da un istitutore del collegio da lei frequentato, innamorato di lei. Riappare anche Nana Califouchon-Maddalena madre di Penny e la situazione si fa esplosiva. Alla fine ogni cosa si appiana: Penny può sposare Benny, Giulio, sempre adorabile, deve adattarsi a fare il suocero e poi il nonno, e ad abbandonare l’abito del goffo per sposare Maddalena,

## Produzione
Il titolo nacque per assonanza con la commedia francese L'adorabile Giulia di Marc-Gilbert Sauvajon.
A tre anni da Giove in doppiopetto, Garinei e Giovannini riproposero il duo Delia Scala-Carlo Dapporto, affiancandogli gli attori Paolo Panelli, Lucy D'Albert, Mario Castellani, Renata Negri, Valeria Fabrizi e i cantanti Teddy Reno e Tony del Monaco. La danza era affidata al Charley Ballet e la direzione dell'orchestra a Gianni Lamberti. Alla regia erano gli autori stessi con l'assistenza di Lina Wertmüller. 
Una versione televisiva, per la regia di Eros Macchi, andò in onda sul Programma Nazionale della Rai il 22 aprile 1961.